# Enno von Colomb

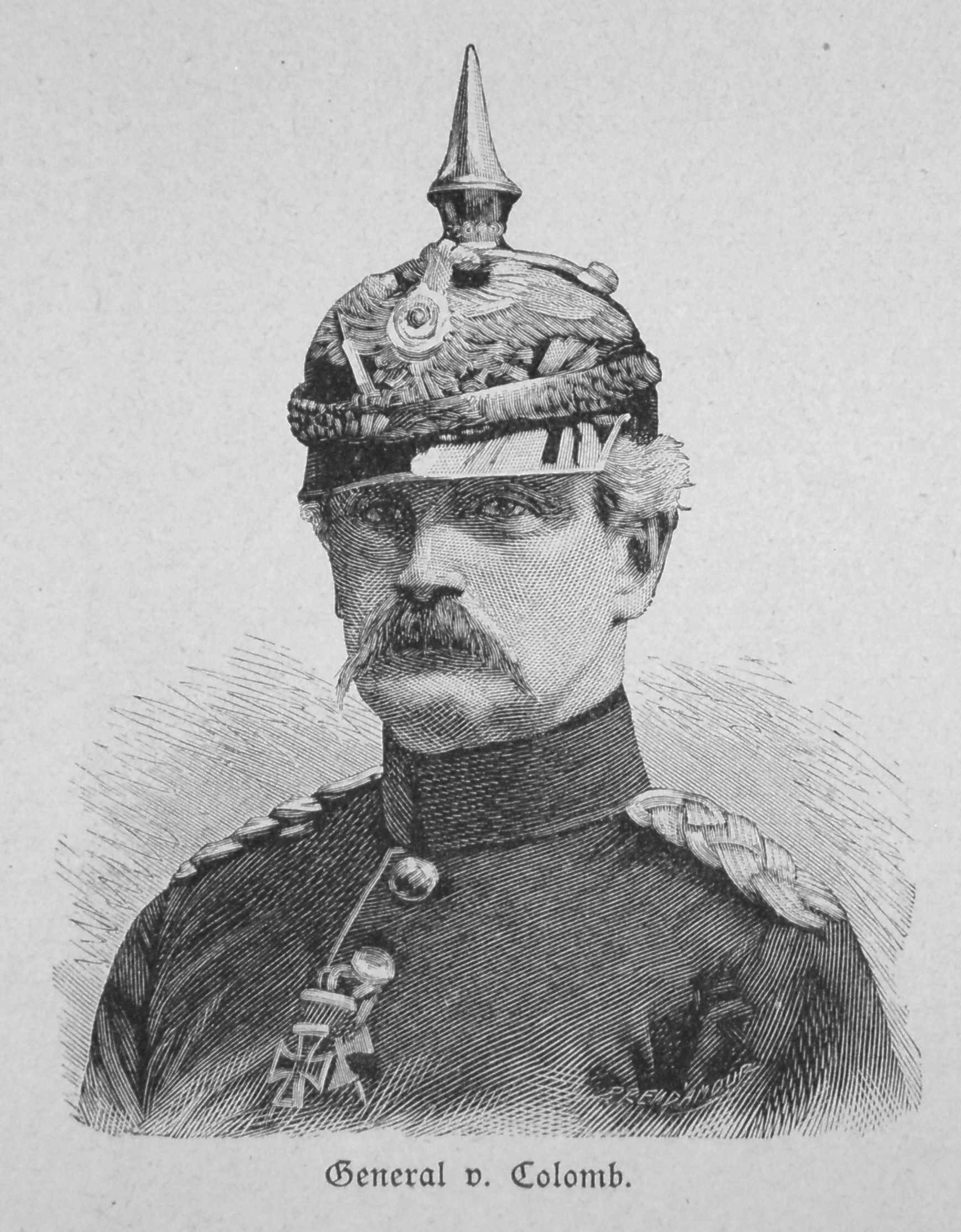
General von Colomb

Wilhelm Günther Enno von Colomb (* 31. August 1812 in Berlin; † 10. Februar 1886 in Kassel) war preußischer Generalleutnant und Militärschriftsteller.

## Leben

### Herkunft
Er war ein Sohn des späteren preußischen Generals der Kavallerie Peter von Colomb (1775–1854) und dessen erster Ehefrau Wilhelmine Luise, geborene Stosch (1784–1822). Sein Bruder Gebhard (1815–1891) und sein Halbbruder Karl (1831–1911) wurden ebenfalls preußische Generalleutnants.

### Militärkarriere
Colomb besuchte das Friedrich-Wilhelm-Gymnasium in Berlin und das Gymnasium in Neisse. Am 20. Februar 1831 trat er dann als Ulan in das 1. Garde-Ulanen-Regiment der Preußischen Armee in Potsdam ein. Dort wurde Colomb am 20. Dezember 1831 zum Sekondeleutnant befördert und absolvierte von Oktober 1835 bis Ende Juni 1838 die Allgemeine Kriegsschule. Im Oktober 1839 stieg er zum Regimentsadjutanten auf, wurde am 11. Mai 1848 Premierleutnant und als solcher am 13. Februar 1849 Adjutant der 2. Garde-Kavallerie-Brigade. Bereits am 3. März 1849 schloss sich eine Verwendung als Adjutant beim Generalkommando des Gardekorps an. Im Oktober 1851 zum Rittmeister befördert, wurde Colomb am 1. Mai 1853 zum Kriegsministerium in die Remonteabteilung kommandiert und am 2. Dezember 1853 hierher versetzt. Am 15. November 1855 trat er in den Truppendienst zurück und wurde Eskadronchef im 4. Ulanen-Regiment. Dort folgte Ende März 1858 seine Beförderung zum Major und am 8. Juli 1858 kehrte er in das 1. Garde-Ulanen-Regiment zurück. Zunächst verwendete man ihn als etatsmäßigen Stabsoffizier, dann war Colomb ab 25. Juli 1859 mit der Führung des Regiments beauftragt und am 24. Juli 1861 wurde er schließlich zum Kommandeur ernannt.
Im Deutschen Krieg 1866 befehligte er sein Regiment in der Schlacht bei Königgrätz und erhielt für seine Leistungen den Kronenorden III. Klasse mit Schwertern. Unter Stellung à la suite seines Regiments ernannte man Colomb am 5. März 1867 zum Kommandeur der 12. Kavallerie-Brigade und in dieser Stellung wurde er am 18. Juni 1869 zum Generalmajor befördert.
Bei der Mobilmachung anlässlich des Krieges gegen Frankreich erhielt Colomb am 18. Juli 1870 das Kommando über die 3. Kavallerie-Brigade, mit der er an den Kämpfen bei Beaumont, Sedan, Orléans und Le Mans sowie der Belagerung von Paris teilnahm. Seine Leistungen wurden durch die Verleihung beider Klassen des Eisernen Kreuzes gewürdigt.
Nach dem Frieden von Frankfurt wurde Colomb wieder Kommandeur der 12. Kavallerie-Brigade. Nach seiner Beförderung zum Generalleutnant am 2. September 1873 wurde er am 25. November 1873 mit seinem bisherigen Gehalt zu den Offizieren von der Armee versetzt. Am 10. Februar 1874 wurde er zum Kommandanten von Kassel ernannt. In dieser Stellung erhielt Colomb am 20. Januar 1878 den Roten Adlerorden I. Klasse mit Eichenlaub und am 1. März 1881 anlässlich seines 50-jährigen Dienstjubiläums Kreuz und Stern der Komture des Königlichen Hausordens von Hohenzollern. Am 14. Juli 1885 wurde er mit der gesetzlichen Pension zur Disposition gestellt.

### Familie
Colomb hatte sich am 8. Mai 1851 in Linz mit Klara Luise Georgine Freiin von Binzer (1823–1910) verheiratet. Sie war die älteste Tochter von August Daniel und Emilie von Binzer. Aus der Ehe gingen folgende Kinder hervor:
- Wilhelmine Marie Emilie Katharina (* 8. März 1854 in Berlin) ⚭ 19. Juli 1893 Friedrich von Bernhardi, später General der Kavallerie
- Adalbert Alexander Karl Gebhard Christoph (* 13. März 1857 in Schneidemühl), Fregattenkapitän
- Ferdinand Maximilian Franz Alfred Benno (* 19. Januar 1861 in Potsdam), preußischer Oberst

## Werke
- Aus dem Tagebuch des Generalmajors von Colomb 1870/71. Berlin 1876.
- Beiträge zur Geschichte der preußischen Kavallerie. Berlin 1880.
- als Hrsg.: Blücher in Briefen aus den Feldzügen 1813–15. Berlin 1876.
- Betrachtungen über die Führung der Kavallerie, Berlin 1869, Digitalisat